# Ritchie Blackmore's Rainbow
Ritchie Blackmore's Rainbow es el primer álbum de la banda de Ritchie Blackmore, Rainbow, lanzado en 1975 por Polydor Records. 

## Historia
Durante sus últimos meses en Deep Purple, hacia 1974, Blackmore había mostrado su creciente discrepancia con la orientación musical que había asumido la banda, mayormente debido a la influencia del vocalista David Coverdale y del bajista Glenn Hughes, quienes habían inyectado un considerable elemento funk rock en el estilo del grupo (principalmente Hughes). 
Por ello, a principios de 1975 Blackmore optó por alejarse de Deep Purple y formar su propia banda. 
Para ello reclutó a la agrupación Elf (frecuentes teloneros de Deep Purple), aunque excluyendo al guitarrista Steve Edwards.
Con esa formación fue grabado este álbum, no obstante el nombre de la banda aquí es Ritchie Blackmore's Rainbow, ya que en principio este trabajo fue concebido como un disco en solitario de Blackmore: el nombre se abreviaría a Rainbow para el siguiente trabajo, "Rising".
Al poco tiempo de ser lanzado este LP, Blackmore despediría a todos los miembros, menos al vocalista Ronnie James Dio, con quien compartía intereses en común.
El disco mantiene un sonido entre Elf y Deep Purple; los temas "Black Sheep of the Family" y "Still I'm Sad", pertenecían originalmente a Steve Hammond y The Yardbirds respectivamente.

## Lista de canciones
- Todas las canciones fueron escritas por Ronnie James Dio y Ritchie Blackmore, excepto las señaladas.

Lado A
1. "Man on the Silver Mountain" - 4:37
2. "Self Portrait" - 3:12
3. "Black Sheep of the Family" (Steve Hammond) - 3:19
4. "Catch the Rainbow" - 6:36

Lado B
1. "Snake Charmer" - 4:30
2. "The Temple of the King" - 4:42
3. "If You Don't Like Rock 'n' Roll" - 2:36
4. "Sixteenth Century Greensleeves" - 3:29
5. "Still I'm Sad" (Jim McCarty, Paul Samwell-Smith) - 3:53

## Personal
Ritchie Blackmore's Rainbow
- Ritchie Blackmore - Guitarra
- Ronnie James Dio - Voz
- Mickey Lee Soule - Teclados
- Craig Gruber - Bajo y coros
- Gary Driscoll - Batería

Con
- Shoshana - Coros

Producción
- Ritchie Blackmore, Martin Birch & Ronnie James Dio

Mezcla
- Martin Birch